# Autostrada A126 (Franța)
Autostrada A126, sau A126, este o scurtă autostradă franceză cu 2x1 benzi, care leagă localitățile Chilly-Mazarin și Palaiseau, servind în special ca legătură între autostrăzile A6 și A10.
Aceasta este un vestigiu al fostului proiect de autostradă A87, la fel ca tronsonul Palaiseau - Longjumeau al autostrăzii A10, care se află în prelungirea sa.
Aceasta are caracteristici reduse pe cea mai mare parte a traseului său (2x1 benzi sau 3 benzi), cu excepția tronsonului comun cu autostrada A10.

## Istoric

### Declarație de utilitate publică
- 29.10.1970: Întregul traseu al autostrăzii (D36 - A6)[n 1][2], (declarație prelungită la 10.10.1975[3][4])

### Puneri în funcțiune
- 09.1976: Secțiunile Palaiseau-Polytechnique - Champlan (D36 - A10-Nord)
- 12.1976: Champlan - Chilly-Mazarin (A10-Sud - A6)

### Numere vechi
- Secțiunea Palaiseau-Gare - Champlan: între 1972 și 1982, sub denumirea de A87
- Secțiunea Palaiseau-Polytechnique - Palaiseau-Gare: între 1976 și 1982, sub denumirea de A87
- Secțiunea Champlan - Chilly-Mazarin: între 1976 și 1982, sub denumirea de A87

## Traseu
| De la A6 la D36 (91); secțiune gratuită neconcesionată, gestionată de DIR Île-de-France. | |             |
| A6 E05                                                                                   | |             |
| Intersecție                                                                              | Nod rutier între A6 și A126: Lyon, Évry-Courcouronnes (nod rutier parțial).                                           | A6          |
| 4 - Wissous                                                                              | Oraș deservit: Wissous (nod rutier parțial).                                                                          |             |
| A126                                                                                     | |             |
|                                                                                          | Limitare la 90 km/h, drum cu dublu sens pe 2400 de metri.                                                             |             |
| Intersecție                                                                              | Nod rutier între A10 și A126: A1 (Lille), A4 (Metz-Nancy), Paris, Rungis, Aeroportul Paris–Orly (nod rutier parțial). | A10 A1 A4   |
| Intersecție                                                                              | Nod rutier între A6 și A126: Lyon, Évry-Courcouronnes (nod rutier parțial).                                           | A6          |
| 5 - Longjumeau                                                                           | Oraș deservit: Orléans, Étampes, Linas-Montlhéry, La Ville-du-Bois, Longjumeau (nod rutier parțial).                  | RD20        |
|                                                                                          | Tronson comun cu A10.                                                                                                 |             |
| Intersecție                                                                              | Nod rutier între A10 și A126: Nantes, Bordeaux, Chartres, Orléans, Orsay (nod rutier parțial).                        | A10 E05 E50 |
|                                                                                          | Limitare la 90 km/h, drum cu dublu sens pe 1000 de metri.                                                             |             |
| Igny                                                                                     | Oraș deservit: Versailles, Igny (nod rutier parțial).                                                                 | RD444       |
|                                                                                          | 1000 m (sens Chily-Mazarin > Palaiseau)                                                                               |             |
| A126                                                                                     | |             |
| Palaiseau                                                                                | Saclay, Igny, Palaiseau-centre, Palaiseau-Le Pileu, Palaiseau-Cité Scientifique                                       | RD36        |